# The Raven
The Raven (Nederlands: De raaf) is een gedicht, geschreven door de Amerikaanse schrijver en dichter Edgar Allan Poe. Het verscheen voor de eerste maal op 29 januari 1845 in de New York Evening Mirror. Het gedicht vertelt het verhaal van een mysterieus, nachtelijk bezoek van een raaf aan een man (de verteller, ik-figuur), die treurt om zijn overleden geliefde, Lenore.

## Stijl
Het gebruik van alliteraties, binnenrijm en archaïsche woordenschat draagt bij tot het gotische karakter van het gedicht. Het gedicht is vooral bekend vanwege zijn steeds wederkerende sleutelregel
“Quoth the Raven: ‘Nevermore’”.
Alle 18 strofen hebben dezelfde structuur en bestaan uit zes regels. De versmaat van het gedicht is een trocheïsche octameter.
Rijmschema:
```
---------a---------a
-------------------b
---------c---------c
---------c---------b
-------------------b
----------b
```

Verder rijmen alle woorden b in alle strofen op elkaar: in de eerste strofe lore, door en more, in de tweede strofe floor, Lenore en evermore, enzovoorts.

## Symboliek

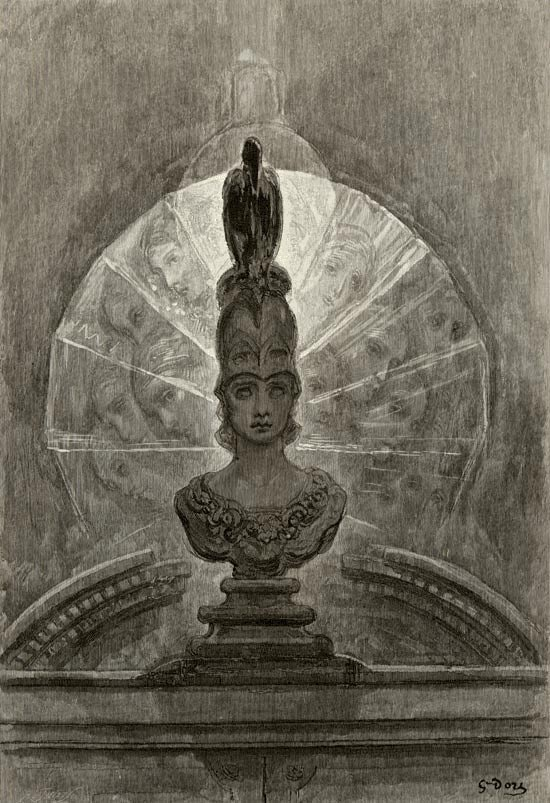
Perched upon a bust of Pallas

Poe gebruikt verschillende symbolen om het gedicht naar een hoger niveau te brengen.
De raaf zelf is uiteraard op zich al een eerste symbool. Toen Poe besliste om het steeds wederkerende woord “nevermore” als refrein te gebruiken, vond hij dat dit het meest effectief zou zijn als hij het woord zou laten uitspreken door een wezen zonder verstand. Het had dus weinig zin om een mens te gebruiken aangezien die wel zou kunnen redeneren en argumenteren bij het beantwoorden van de vragen van de ik-figuur van het gedicht. Het is belangrijk dat de antwoorden op de vragen al bekend zijn om zo de zelffoltering waaraan de verteller zichzelf blootstelt te illustreren.
Poe overwoog ook om een papegaai te gebruiken in plaats van een raaf. Hij koos echter voor een raaf omwille van de melancholische stemming en de symboliek van raven als vogels die onheil voorspellen. Hij vond dat een raaf beter bij de sfeer van het gedicht paste.
Een tweede symbool is het borstbeeld van Pallas. Waarom streek de raaf uitgerekend op het beeld van de godin van de wijsheid neer? Een reden zou kunnen zijn dat het de verteller laat geloven dat de raaf vanuit zijn wijsheid spreekt en dat hij niet zomaar dingen zonder betekenis uitkraamt. Een andere reden was, volgens Poe zelf, eenvoudigweg de welluidendheid van het woord Pallas.
Pallas is de eerste naam van de Griekse godin Pallas Athena, die zoveel betekent als 'jong meisje'. Het gebruik van de naam 'Pallas' zou kunnen verwijzen naar de persoon wier afwezigheid wordt betreurd.
Een minder duidelijk symbool is het gebruik van middernacht (eerste strofe) en december (tweede strofe). Beide staan symbool voor het einde van iets en de hoop op iets nieuws, een verandering die op komst is. Het is zeer goed mogelijk dat het tijdstip oudejaarsavond betreft, een datum die de meesten onder ons met het einde van iets/een verandering associëren.
De kamer waar de verteller zich bevindt staat symbool voor de eenzaamheid van de man en diens verdriet wegens het verlies van zijn geliefde, Lenore.
De storm buiten moet de isolatie van de man nog meer in de verf zetten en het scherpe contrast tonen tussen de kalmte in de kamer en de stormachtige nacht.

## Woordverklaring

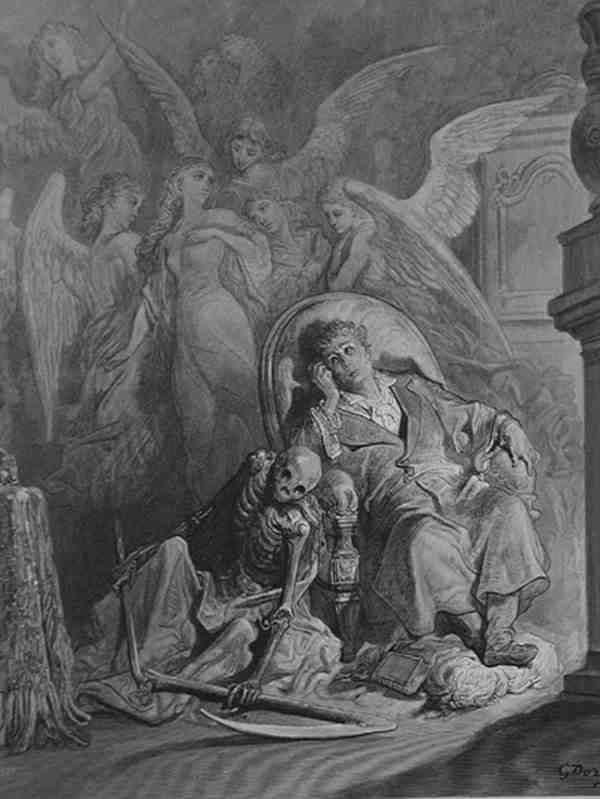

Het gebruik van antieke en poëtische taal past goed bij het gedicht aangezien het gaat over een man die het grootste deel van zijn tijd spendeert aan boeken van “forgotten lore”.
Seraphim (Hebreeuws mv. van seraph): serafijnen, engelen van de hoogste orde, met zes vleugels.
Nepenthe: een in de Odyssee genoemde toverdrank die pijn en verdriet zou doen vergeten.
Balm: een verzachtende zalf.
Gilead: een bergachtige streek in Israël ten oosten van de Jordaan.
Aidenn: een Arabisch woord voor de tuin van Eden, het paradijs.
Plutonian: betrekking hebbend op de hel of Pluto, de Romeinse god van de onderwereld.

## The Philosophy of Composition
In “The Philosophy of Composition”, gepubliceerd in Graham’s Magazine (1846), beschrijft Poe gedetailleerd het ontstaan van het gedicht. We leren hieruit het volgende:
Poe wilde een gedicht van ongeveer 100 regels schrijven over de dood van een mooie vrouw, hij zou het verhaal laten vertellen door haar geliefde.
Hij wilde het gedicht een kort refrein geven en koos voor het woord “nevermore” omwille van z’n welluidendheid.
Vervolgens zocht hij naar een voorwendsel voor het doorlopende gebruik van dit woord en introduceerde een wezen zonder verstand, in staat om te spreken: een raaf (een vogel die onheil voorspelt).
Hij liet de man en de raaf elkaar ontmoeten in diens kamer, een rijkelijk gemeubileerde kamer vol herinneringen aan zijn overleden geliefde.
De ontmoeting vindt plaats tijdens een stormachtige nacht omwille van het contrast met de sereniteit van de kamer en omdat het de raaf een goede reden geeft om onderdak te zoeken.
De man denkt eerst dat er iemand aan de deur klopt, zo wilde Poe de nieuwsgierigheid van de lezer verlengen.
Als de man de eerste keer de deur opent, ziet hij niets. Het gevolg is dat hij zich inbeeldt dat het de geest van zijn overleden geliefde moet geweest zijn.
De raaf strijkt neer op een borstbeeld van Pallas: Poe wil een contrast creëren tussen het (bleke) marmer en het ebbenzwart gevederte van de raaf. Het borstbeeld stelt Pallas (Athena) voor, in overeenstemming met de geleerdheid van de man (Pallas Athena is de Godin van de wijsheid).
De man stelt alledaagse vragen (bijvoorbeeld hoe de raaf heet), maar het monotoon herhalen van het melancholische woord “nevermore” in combinatie met de onheilspellende reputatie van de raaf, zet hem aan tot bijgelovigheid (in zijn laatste vragen).
Poe bedacht eerst de laatste vraag waarop “nevermore” het antwoord was (het hoogtepunt van het gedicht). Daarna schreef hij de voorafgaande strofen en bouwde zo het gedicht geleidelijk aan op; hij schreef het als het ware achterwaarts.
De laatste vraag en het antwoord van de raaf vormen de ontknoping van het gedicht: de man zal zijn geliefde nooit in een andere wereld ontmoeten. Hier eindigt het verhaal als simpele vertelling.
Poe besliste echter nog twee strofen toe te voegen om van het gedicht meer te maken dan het verhaal van een echte gebeurtenis. Hij voegde een diepere betekenis toe: de raaf wordt het symbool van de trieste en nooit eindigende herinnering. De eerste aanwijzing hiertoe vinden we in de woorden “Take thy beak from out my heart”: hier wordt voor de eerste keer naar de raaf verwezen als een metafoor.

## Trivia
- In de serie The Following (met in de hoofdrollen Kevin Bacon en James Purefoy) is de antagonist een seriemoordenaar die vooral in het eerste seizoen leunt op het werk van Edgar Allan Poe. Moord is kunst en de seriemoordenaar (James Purefoy) vraagt zijn volgelingen om het werk van Poe te gebruiken om moorden te plegen.
- In Tim Burtons Vincent (1982) wordt geciteerd uit en verwezen naar The Raven.
- De halloween special van het tweede seizoen van The Simpsons bevat een parodie op het gedicht (met Homer als de treurende man, Bart als de raaf, Marge als Lenore en Maggy en Lisa als engeltjes). Het verhaal is min of meer waarheidsgetrouw aan het origineel (behalve dat de raaf, Bart dus, op een bepaald moment “eat my shorts” zegt in plaats van “nevermore”).
- In 1963 heeft Richard Matheson met behulp van Roger Corman het gedicht verfilmd. De film begint vrij serieus en volgt grotendeels het gedicht. Dit eindigt echter na een paar minuten al wanneer de raaf bij de treurende man aankomt en op de vraag “zal ik haar nog ooit weerzien?” antwoordt “how the hell should I know?” (in plaats van “nevermore”). Vanaf dan is de toon gezet. Geen donkere, naargeestige film dus, maar meer een komedie. Vincent Price, Peter Lorre en Boris Karloff spelen de hoofdrollen, een jonge Jack Nicholson speelt een van zijn eerste bijrolletjes.
- In aflevering twee van de televisieserie The Addams Family (1964) leest Morticia Addams een deel van The Raven voor aan haar zoon Pugsley Addams, stellende dat dit altijd een van zijn favoriete verhalen voor het slapengaan is geweest.
- The Alan Parsons Project baseerde een liedje, weliswaar slechts twee verzen lang, op het gedicht. Het verscheen op het album Tales of Mystery and Imagination (1976), dat geheel gebaseerd is op verhalen en gedichten van Poe.
- Poe zou zich voor dit gedicht geïnspireerd hebben op Barnaby Rudge, een roman van Charles Dickens, waarin ook een sprekende raaf optreedt. Deze heeft echter meer komische invallen, Poe vond dat Dickens niet genoeg gebruik maakte van de dramatische capaciteiten van de raaf.
- De Amerikaanse thrashmetal groep Nevermore heeft zich genoemd naar het steeds wederkerende woord in The Raven.
- Ook Lou Reed bracht samen met Antony Hegarty een versie van The Raven uit. Later zette Hegarty's band Antony & The Johnsons een ander gedicht van Poe op muziek, The Lake.
- De Nederlandse Neo-Keltische Pagan band Omnia heeft een kortere en wat aangepaste versie van het gedicht op muziek gezet en het gespeeld op enkele concerten. Inmiddels heeft de band The Raven uitgebracht op hun achtste cd Alive!.
- De Engelse band The Stranglers, o.a. bekend van hun hits No More Heroes en Golden Brown, bracht in 1979 een album uit, getiteld The Raven, met een ravenkop op de hoes. De titelsong is een eerbetoon aan de mythische vogel.
- De Nederlandse DJ Pavo heeft in 2009 een Hardstyle nummer gemaakt (toepasselijk getiteld Raven) waarin een gedeelte van dit gedicht voorkomt.
- De Nederlandse componist Harrie Janssen heeft in 2009 een compositie voor fanfareorkest geschreven, getiteld The Raven. Dit werk is geïnspireerd op het gedicht van Edgar Allan Poe.
- De naam van American Footballteam Baltimore Ravens is bij de oprichting in 1996, na de verplaatsing van Cleveland (Ohio) naar Baltimore (Maryland), vernoemd naar het gedicht van Edgar Allan Poe.
- In de 2018 serie Altered Carbon is de naam van het hotel "The Raven" en van de eigenaar "Poe" afgeleid van het gedicht van Edgar Allan Poe.
- In het onlinespel 'League of Legends' bestaat een personage genaamd "Swain" die geïnspireerd werd op onder andere The Raven. Zijn personage wordt gekenmerkt door verschillende raven die hem altijd bijstaan. Een van zijn aanvallen heeft ook de naam 'Nevermove' als knipoog naar 'Nevermore'.